# Noferronpet (XIX. dinasztia)
Neferronpet ókori egyiptomi vezír és Ptah főpapja volt a XIX. dinasztia idején, II. Ramszesz uralkodásának végén, majd Merenptah, Amenmessze és II. Széthi alatt.
Vezírként Hai vezírt követte a poszton, főpapként valószínűleg Haemuaszet herceget, II. Ramszesz fiát, aki a fáraó 55. uralkodási évében halt meg. Ramszesz uralkodásának vége felé a legfontosabb hivatalnokok közé tartozott. Az 57. és a 60. évben ő hirdette ki a fáraó 10. és 11. szed-ünnepét. Főpapi minőségében említi egy, a XXII. dinasztia idején készült fiktív genealógia, az ún. Memphiszi papok leszármazása (Berlin, Staatliches Museum 23673).

## Családja
A XXII.-XXIII. dinasztia idejére datált berlini genealógia kijelenti, hogy Neferronpet apja Ptahemahet volt. Anyja, Kafiriatji külföldi származású lehetett. Egy Liverpoolban őrzött piramidion megemlíti több családtagját is: felesége neve Mutpipu, fia Bakenptah, Ptah papja és az „isteni atya” cím viselője, lányai Inuhajet, Taweretha'ti, Resz(et) és Henutmut.

## Említései
Neferronpetet említik:
- Két szakkarai szobron (ma a kairói Egyiptomi Múzeumban, GCG 713 és GCG 1034)
- Horemheb Szpeosz-szentélye homlokzatán Gebel el-Szilszilében
- Áldozati vályú, ma a British Museumban (BM 108)
- Naosz-szerű emlékmű, ma Berlinben (Berlin 2290)
- Piramidion Neferronpet sírjáról, ma a Liverpooli Városi Múzeumban (M 11015)
- Levél vázlata (Kairó 25747). A Neferronpetnek írt levél bizonyítja, hogy ő volt Dejr el-Medina munkásainak legmagasabb rangú elöljárója.

## Temetkezése
Sírja nem Thébában, hanem valószínűleg Szakkarában lehetett, a memphiszi nekropoliszban, ami kapcsolatban állhatott azzal, hogy Ptah főpapja volt. Halottak Könyve-példánya ma a Brooklyni Múzeumban található. A Neferronpethez hasonló papok és írnokok számára a Halottak Könyve szöveg a XIX. dinasztia idejére már valószínűleg könnyen elérhető volt és megvásárolhatták festett papiruszon; korábban használata a királyi családtagok körére szűkült. Neferronpet Halottak Könyve-példányát, amely i. e. 1250 körül keletkezett, ún. kurzív hieroglif írással írták, függőleges oszlopokban, és színes illusztrációk díszítik. A szöveg funkciója az elhunyt védelme és örök életének biztosítása volt.

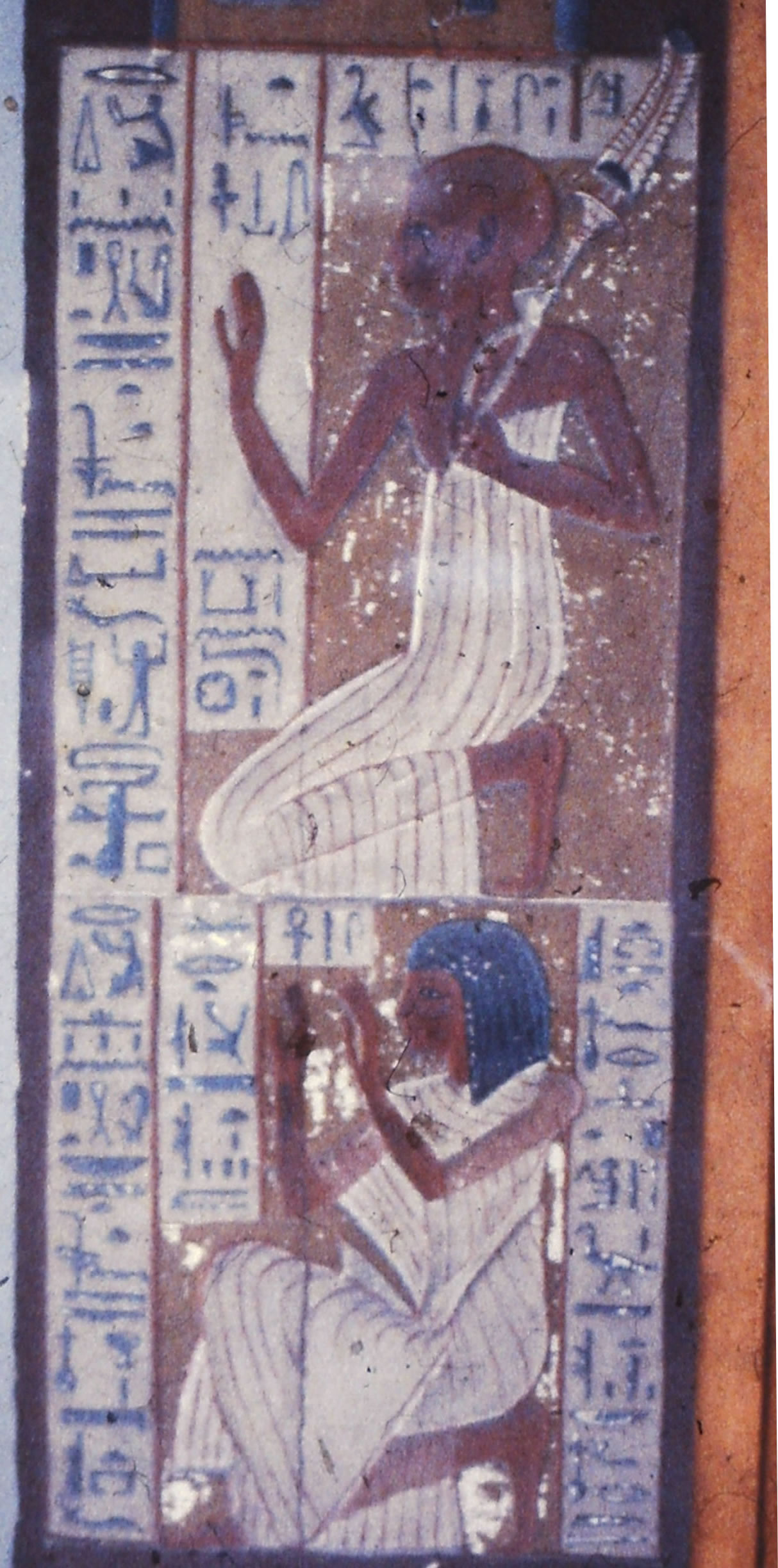
Neferronpetet ábrázoló ajtókeret
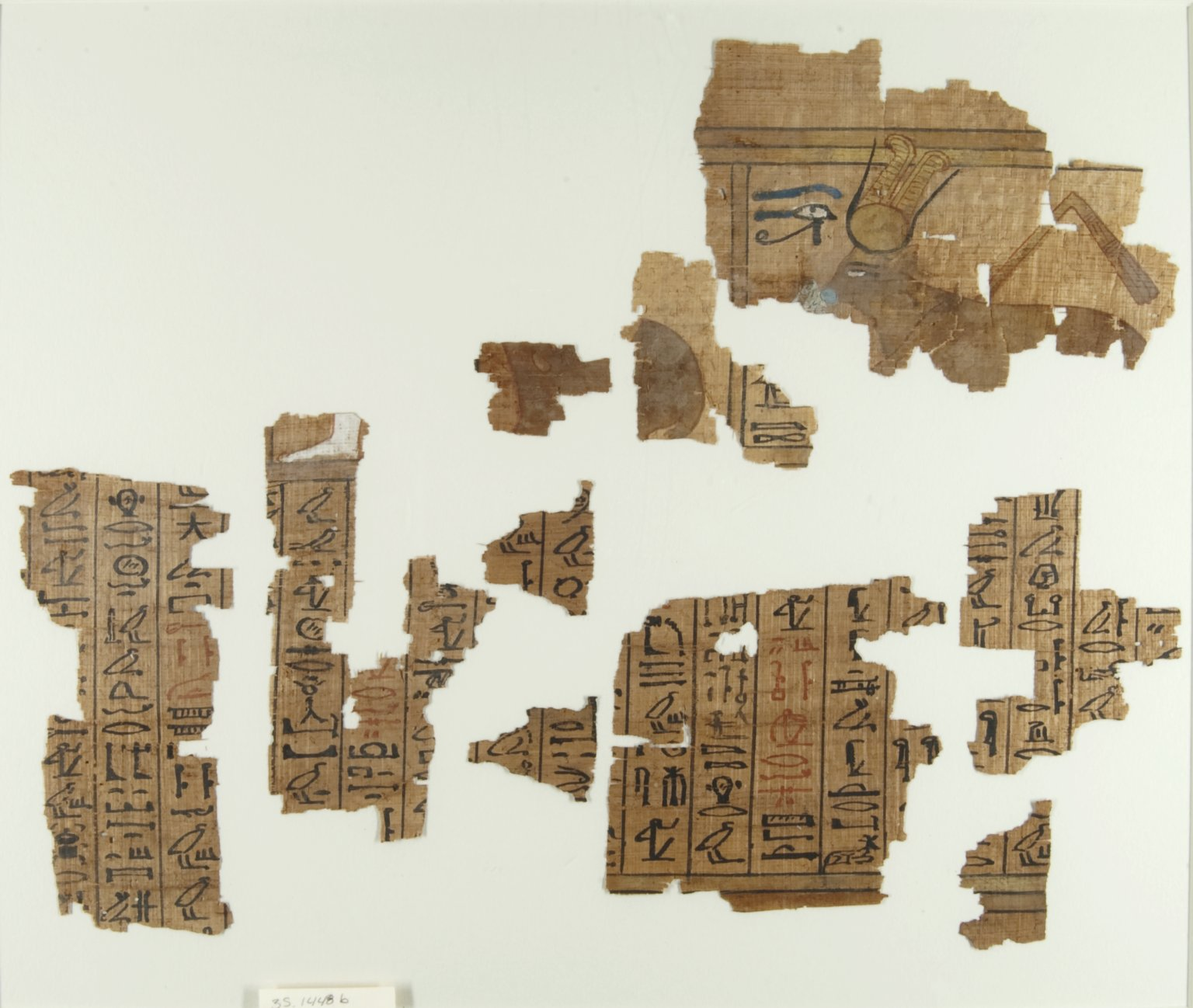
Neferronpet Halottak könyve-példánya

## Fordítás
- Ez a szócikk részben vagy egészben  a   Neferronpet című angol Wikipédia-szócikk ezen változatának fordításán alapul.  Az eredeti cikk szerkesztőit annak laptörténete sorolja fel. Ez a jelzés csupán a megfogalmazás eredetét és a szerzői jogokat jelzi, nem szolgál a cikkben szereplő információk forrásmegjelöléseként.